# Vũ Duy Hoa
Vũ Duy Hoa (tiếng Trung: 武维华; bính âm: Wǔ Wéihuá; sinh tháng 9 năm 1956) là một nhà sinh lý học tế bào, sinh học phân tử và chính trị gia người Trung Quốc, ông hiện giữ chức chủ tịch Học xã Cửu Tam và là Phó Ủy viên trưởng Ủy ban Thường vụ Đại hội Đại biểu Nhân dân Toàn quốc. Ông là viện sĩ của Viện Khoa học Trung Quốc.

## Tiểu sử
Vào ngày 7 tháng 12 năm 2020, theo Sắc lệnh hành pháp 13936, Bộ Tài chính Hoa Kỳ đã áp dụng các biện pháp trừng phạt đối với 14 Phó Ủy viên trưởng Ủy ban Thường vụ, bao gồm Vũ Duy Hoa, vì "làm suy yếu quyền tự trị của Hồng Kông và hạn chế quyền tự do ngôn luận hoặc hội nghị".